# جوئی یونگ
جوئی یونگ (انگلیسی: Joey Yung؛ زادهٔ ۱۶ ژوئن ۱۹۸۰) بازیگر و خواننده اهل هنگ کنگ است. وی از سال ۱۹۹۶ میلادی تاکنون مشغول فعالیت بوده‌است.
از فیلم‌ها یا مجموعه‌های تلویزیونی که وی در آن‌ها نقش داشته است، می‌توان به ۱۲ مرغابی طلایی، سوار شو و کیکبال اشاره نمود.